# Peugeot ROA
Peugeot RD/ROA — автомобиль иранского автопроизводителя Iran Khodro, выпускавшийся в 1997—2016 годах.
При кузове лицензионного Peugeot 405 модель имела шасси, ходовую часть и двигатель от модели Paykan 1970-х годов. Машина заднеприводная.

## История
В 1992 году компания Iran Khodro начала выпускать по лицензии Peugeot 405.
В 1997 году компания создала Peugeot RD — современный кузов и интерьер Peugeot на базе Paykan, для которой можно найти дешёвые запчасти и ремонт в Иране. Несмотря на недостатки — с жесткой задней осью и листовыми рессорами, старым двигателем со слабым ускорением, модель была популярна у среднего класса и таксистов. После снятия в 2005 году с производства Paykan это была на протяжении следующего десятилетия самая дешёвая модель компании, по цене конкурирующая с SAIPA Pride.
В 2010 году модель сменила название на Peugeot ROA, был улучшен двигатель, получила в целях экономии чёрные монохромные бампера.
Производство этого дешевого автомобиля в итоге было остановлено в 2016 году из-за введения требований к экологичности.